# مولي ويندسور
مولي ويندسور (بالإنجليزية: Molly Windsor)‏ هي ممثلة بريطانية، ولدت في 19 يونيو 1997 في Sandiacre ‏ في المملكة المتحدة.

## وصلات خارجية
- مولي ويندسور على موقع IMDb (الإنجليزية)
- مولي ويندسور على موقع قاعدة بيانات الفيلم (الإنجليزية)